# Beladice
Beladice – wieś (obec) na Słowacji, w kraju nitrzańskim, w powiecie Zlaté Moravce na Nizinie Naddunajskiej.